# سايدك
سايدك (بالإنكليزية:Psyduck) هو بوكيمون غبي على شكل بطه يمسك راسه دوما بكلتا يديه لانه يشعر بالصداع دوما.

## روابط خارجية
- سايدك
- سايدك في قاعدة بيانات الأفلام على الإنترنت